# Операція «Конрад II»
Операція «Конрад II» (нім. Unternehmen Konrad II) — наступальна операція німецько-угорських військ у ході Будапештської битви за часів німецько-радянської війни. Операція «Конрад» складалася з трьох складових: «Конрад I», «Конрад II» і «Конрад III» і мала за мету прорив потужним танковим угрупованням країн Осі облоги Будапешту, оточеного радянськими військами 3-го Українського фронту маршала Радянського Союзу Федора Толбухіна. Друга частина цього комплексного контрнаступу розпочалася 7 січня 1945 року і проводилася силами IV есесівського танкового корпусу СС-обергрупенфюрера Герберта Гілле. Цього разу IV танковий корпус СС атакував з району Естергома в напрямку аеропорту Будапешта, щоб захопити його та покращити здатність забезпечувати обложене радянськими військами місто повітрям. Унаслідок затятого опору радянських військ німецькі танки були зупинені на підступах до аеропорту.

## Історія
Спроба прориву силами IV есесівського танкового корпусу радянської оборони в операції «Конрад I» не призвела до успіху. Німецьке командування вирішило повернутись до «південного» варіанту плану з прориву до обложеного Будапешта. Нашвидкуруч була сформована оперативна бронегрупа «Брайт»: 1-ша, 3-тя, 23-тя танкові дивізії, 509-й важкий танковий батальйон (з важкими танками «Тигр») та 4-та кавалерійська бригада. Це ударне угруповання, що мало близько 120 танків і штурмових гармат, повинно було прорвати радянську оборону на ділянці між Мором і Секешфегерваром. Командування групи армій «Південь» сподівалося як деблокувати Будапешт, а й спільними зусиллями двох ударних угруповань оточити значну частину радянських військ на західних схилах гір, та відновити фронт по Дунаю.
Радянська розвідка вчасно виявила передислокацію військ вермахту, тому командувач 3-го Українського фронту маршал Радянського Союзу Толбухін Ф. І., маючи потужні резерви у своєму розпорядженні, встигнув організувати відсіч. 20-й гвардійський стрілецький корпус, що оборонявся на напряму майбутнього удару, встигли посилити, особливо артилерією. Крім того, ще 6 січня розпочали наступ армії 2-го Українського фронту — 7-ма гвардійська армія та 6-та гвардійська танкова армія. 8 січня Червона армія вийшла до Комарно, тобто до оперативної тилової бази IV танкового корпусу. Встановилася патова ситуація — німців, що готувалися до потужного наступу, охопили з флангу, і IV корпусу СС довелося вирішувати інше завдання.
7 січня 1945 року Оперативна бронегрупа «Брайт» розпочала наступ. Втім, радянський опір на ділянці прориву був настільки сильним, що всі німецькі атаки виявилися безуспішними. Незабаром радянський 7-й механізований корпус (близько 70 танків та САУ) завдав контрудару по німецькому ударному угрупованню і район міста Замой перетворився на танковий цвинтар. До 11 січня бій завершився. Обидві сторони зазнали великих втрат, зокрема в бронетехніці, але не досягли успіху. 

## Кінохроніка
- WW2 — Operation Konrad (Jan 1945)